# Microcharacidium eleotrioides
Microcharacidium eleotrioides är en fiskart som först beskrevs av Géry, 1960.  Microcharacidium eleotrioides ingår i släktet Microcharacidium och familjen Crenuchidae. Inga underarter finns listade i Catalogue of Life.